# Lucy Liu
Lucy Alexis Liu (født 2. december 1968 i Queens, New York) er en Emmy-nomineret amerikansk skuespiller. Hun blev kendt for sin rolle som Ling Woo, i TV-serien Ally (1998-2002), og har siden medvirket i adskillige film, som bl.a. Kill Bill og Charlie's Angels-filmene.

## Biografi

### Opvækst
Lucy er vokset op med sin bror, Alex Liu, i Jackson Heights i Queens i New York. Deres forældre er immigranter fra Taiwan.
Hendes familie talte mandarin hjemme, og Lucy lærte først at tale engelsk som 4-årig. Lucys far var bygningsingeniør og hendes mor biokemiker; de ofrede begge deres karriere, så de kunne komme til USA. Lucys forældre insisterede på at Lucy fik en god uddannelse, og derfor brugte Lucy sin fritid på at studere. Hun blev optaget på Joseph Pulitzer Middle School og hun dimitterede fra New York Citys prestigefyldte Styvesant High School i 1986. Hun gik på New York University i et år, før hun flyttede til University of Michigan, hvor hun blev medlem af Chi Omega-gruppen, og hun dimitterede med en bachelorgrad i asiatiske sprog og kulturer. På et tidspunkt i denne periode arbejdede Lucy som servitrice i Michigan.

### Karriere
Lucy begyndte at spille skuespil i 1989 efter at havde været til casting for en rolle i University of Michigan's opsætning af Alice i Eventyrland i hendes senior år.
Hun blev valgt til hovedrollen, selv om at hun egentlig havde gået efter en birolle.. Hun havde små roller i film og TV, før hun endte med rollen som "Ling Woo" i Ally. Lucy havde egentlig været til casting for rollen som "Nelle Porter (som blev spillet af Portia de Rossi), og rollen Ling Woo blev senere skabt specielt til Lucy. Ling Woo var oprindelig ikke beregnet som en fast rolle i serien, men fordi der kom så meget positivt respons fra seerne om den "skrappe" Ling, blev hun. Det gav hende en Emmy-nominering i kategorien: Outstanding Supporting Actress in Comedy Series og en Screen Actors Guild Awards-nominering i kategorien Best Actress in Comedy Series.. Liu grundlagde sit ry for at spille den onde som Pearl, en sadistisk herskerinde i den amerikanske mafia-film Payback fra 1999.
Som Alex Munday i Charlie's Angels spillede hun over for to lovende Hollywood-skuespillere Drew Barrymore og Cameron Diaz. Filmen havde premiere i november 2000 og blev et kæmpehit med en indtjening på $125 mio. i USA og mere end $264 mio. i resten af verdenen. 2'eren: Charlie's Angels: Uden hæmninger fik premiere i juni 2003 og den blev også et hit med en indtjening på over $100 mio. i USA og over $256 mio. i resten af verdenen. Imellem disse to film medvirkede Liu også i Ballistic: Ecks vs. Sever med Antonio Banderas, der blev meget kritisk modtaget og blev et flop.
Liu spillede herefter O-Ren Ishii, en af de store skurke i Quentin Tarantinos film fra 2003, Kill Bill. Den gav hende en MTV Movie Award i kategorien Best Movie Villain. Liu medvirker også i adskillige afsnit i tv-serien Joey med Matt LeBlanc i hovedrollen som hendes kæreste i Charlie's Angels-filmene. Hun havde også nogle mindre roller i serien Chicago som Kitty Baxter og spillede psykolog over for Keira Knightley i thrilleren Domino.
I 2006 spillede hun den kvindelige hovedrolle og flirt til Josh Hartnett i krimi-thrilleren Lucky Number Slevin. Også cameo-optrædener i tegnefilmsshowet Futurama, The Simpsons og en gæsteoptræden sammen med Jay-Z i showet Saturday Night Live i 2000, hvilet gjorde hende til den første asiatiske-amerikanske kvinde i showet.
Hendes film 3 Needles havde premiere den 1. december 2006, hvor hun i filmen spiller den HIV-positive kinesiske kvinde Jin Ping. Liu indvilligede i at spille med i filmen for at skabe opmærksomhed om, hvordan sygdommen AIDS bliver behandlet i Kina og Thailand. Andre af Lius optrædener inkluderer i roller i film som bl.a. Code Name: The Cleaner, en action-komedie fra januar 2007; Rise en overnaturlig thriller med Michael Chiklis; Watching the Detectives en romantisk komedie med Cillian Murphy og Kung Fu Panda en animationsfilm, hvor Liu lægger stemme til den engelske version. Liu har også skrevet kontrakt til at medvirke i en genindspilning af Charlie Chan, der har været i re-produktion siden 2000; Liu er ved til at producere begge film.
Liu har medvirket som gæstestjerne i tv-serien Ugly Betty, som advokaten Grace Chin i to episoder, og i 2008 efter at vist tydelig interesse i tv-serien Dirty Sexy Money, har producerne af tv-serien nu skrevet en fast rolle til hende. Hun vil spille den magtfulde advokat Nola Lyons, der skal møde Nick George (hovedpersonen spillet af Peter Krause).

### Privatliv
I et interview har Lucy sagt, at der er stor chance for at hun biseksuel:
| Citat | ...Jeg tror folk nogen gang får det forkerte indtryk, når de ligesom er "Nå, okay, så var den og den hetero, og så var hun homoseksuel også var hun hetero igen, ikke? Men det er ligesom, hvor mange gange skal jeg kysse med en kvinde før jeg bliver homoseksuel? Alle vil stemple folk. Nogen gange bliver du bare forelsket i nogen, og du tænker ikke rigtig over, hvem de er eller hvad de er. Jeg tror, hvis jeg blev forelsket i en kvinde, så ville alle gøre det til noget kæmpestort. Men hvis det er en mand, så er det lige meget... | Citat |
|       | |       |

Om sine forældres hårde arbejdsetik har Lucy sagt:
| Citat | ... Jeg multitasker altid, har gang i 10 ting samtidig... | Citat |
|       |                                                           |       |

Hun kan tale kinesisk, italiensk, spansk og en smule japansk, i forbindelse med forberedelserne til Kill Bill.
Lucy er også billedkunstner i adskillige former, og har haft 3 udstillinger på gallerier, hvor hun har vist collage, malerier og fotografier. Hun begyndte at lave collager som 16-årig og senere er maling og fotografering kommet til..
I 2001 var Lucy talsperson for Lee National Denim Day-støtteorganisation, som giver millioner af dollars til bekæmpelse af brystkræft.
Tidligt i 2006 modtog Lucy Asian Excellence Award, fordi hun er den mest velkendte og synlige asiatiske-amerikaner i medierne i dag.

### Trivia
- Hun er 1.60 m høj.
- Da hendes familie talte madarin-kinesisk hjemme, lærte hun ikke engelsk før hun blev 5 år.
- Var den første asiatisk-amerikanske kvinde der var vært på Saturday Night Live.
- Hun har engang arbejdet som aerobic-instruktør.
- Var i 2007 med på Empire Magazins liste over "100 Sexiest Movie Stars"[10]
- Bliver nævnt i bandet Outkasts sang "Hey Ya".
- Kan tale mandarin-kinesisk, engelsk, italiensk, spansk og lidt japansk.
- Gik til audition for rollen som Elektra i filmen Daredevil, men tabte den til Jennifer Garner.

## Tv-serier
- Beverly Hills, 90210 – Sæson 2, episode 6 – "Pass, Not Pass" (1991)
- L.A. Law – Sæson 8, episode 4 – "Foreign Co-respondent" (1993)
- Hotel Malibu – Sæson 1, episode 2 – "Do Not Disturb" (1994)
- Coach – Sæson 7, episode 2 – "It Should Happen to You" (1994)
- Coach – Sæson 7, episode 11 – "Out of Control" (1994)
- Home Improvement – Sæson 4, episode 16 – "Bachelor of the Year" (1995)
- Hercules: The Legendary Journeys – Sæson 1, episode 8 – "The March to Freedom" (1995)
- ER – Sæson 2, Episode 3 – "Do One, Teach One, Kill One" (1995)
- ER – Sæson 2, Episode 4 – "What Life?" (1995)
- ER – Sæson 2, Episode 5 – "And Baby Makes Two" (1995)
- Nash Bridges – Sæson 1, Episode 1 – "Genesis" (1996)
- The X-Files – Sæson 3, Episode 19 – "Hell Money" (1996)
- High Incident – Sæson 1, Episode 6 – "Father Knows Best" (1996)
- High Incident – Sæson 1, Episode 7 – "Follow the Leader" (1996)
- NYPD Blue – Sæson 4, Episode 17 – "A Wrenching Experience" (1997)
- Ally (McBeal) – Sæson 2-5 (regular) (1998–2002)
- Sex and the City – Sæson 4, Episode 11 – "Coulda, Woulda, Shoulda" (2001)
- Ugly Betty – Sæson 1, Episode 16 – "Derailed" (2007)
- Ugly Betty – Sæson 1, Episode 17 – "Icing on the Cake" (2007)
- An MTV EXIT Special – Vært til MTV dokumentar for at tjene penge til mennesker i Asien (2007)
- "Cashmere Mafia"
- Futurama Sæson 3, Episode 15, Medvirker som sig selv (og robot kopier af hende selv)[11]
- Elementary – Dr. Joan Watson (2012-2019)

## Filmografi
| År   | Titel                                       | Rolle                    | Bemærkninger               |
| ---- | ------------------------------------------- | ------------------------ | -------------------------- |
| 1992 | Ban wo zong heng                            | Donna                    |                            |
| 1993 | Protozoa                                    | Ari                      |                            |
| 1995 | Bang                                        | Luder                    |                            |
| 1996 | Jerry Maguire                               | Tidligere kæreste        |                            |
| 1997 | Flypaper                                    | Dot                      | (Luke Perry's kæreste)     |
| 1997 | Gridlock'd                                  | Cee-Cee                  |                            |
| 1997 | City of Industry                            | Cathi Rose               |                            |
| 1997 | Guy                                         | Kvinde med nyhederne     |                            |
| 1998 | Love Kills                                  | Kashi                    |                            |
| 1999 | Payback                                     | Pearl                    |                            |
| 1999 | True Crime                                  | Pige i tøjbutik          |                            |
| 1999 | Molly                                       | Brenda                   |                            |
| 1999 | The Mating Habits of the Earthbound Human   | Lydia                    |                            |
| 1999 | Play It to the Bone                         | Lia                      |                            |
| 2000 | Shanghai Noon                               | Prinsesse Pei Pei        |                            |
| 2000 | Charlie's Angels                            | Alex Munday              |                            |
| 2001 | Hotel                                       | Kawikar                  |                            |
| 2002 | Ballistic: Ecks vs. Sever                   | Agent Sever              |                            |
| 2002 | Cypher                                      | Rita Foster              |                            |
| 2002 | Chicago                                     | Kitty Baxter             |                            |
| 2003 | Charlie's Angels: Uden hæmninger            | Alex Munday              |                            |
| 2003 | Kill Bill (Vol. 1)                          | O-Ren Ishii              |                            |
| 2004 | Mulan 2                                     | Mei                      | (direkte-til-DVD) (stemme) |
| 2005 | 3 Needles'                                  | Jin Ping, blod smugleren |                            |
| 2005 | Domino                                      | Taryn Miles              |                            |
| 2006 | Lucky Number Slevin                         | Lindsey                  |                            |
| 2007 | Code Name: The Cleaner                      | Gina                     |                            |
| 2007 | Rise: Blood Hunter                          | Sadie Blake              |                            |
| 2007 | Watching the Detectives                     | Violet                   |                            |
| 2008 | Kung Fu Panda                               | Master Viper             |                            |
| 2008 | The Year of Getting to Know Us              | Anne                     |                            |
| 2008 | Klokkeblomst                                | Sølvstøv                 | (stemme)                   |
| 2009 | Klokkeblomst og den forsvundne skat         | Sølvstøv                 | (stemme)                   |
| 2010 | Klokkeblomst og feernes hemmelighed         | Sølvstøv                 | (stemme)                   |
| 2011 | Nomads                                      | Susan                    | post-produktion            |
| 2011 | East Fifth Bliss                            | Andrea                   | Post-produktion            |
| 2011 | Detachment                                  | Dr. Parker               | Post-produktion            |
| 2011 | Tinker Bell and the Mysterious Winter Woods | Sølvstøv                 | (stemme)                   |
| 2011 | Kung Fu Panda 2                             | Viper                    | (stemme)                   |
| 2011 | Someday This Pain Will Be Useful to You     | Hilda Temple             | Post-produktion            |
| 2011 | The Man with the Iron Fist                  | Madame Blossom           | optagelse i gang           |